# Walter Franzot
Walter Franzot (Cervignano del Friuli, 22 novembre 1949) è un allenatore di calcio ed ex calciatore italiano, di ruolo centrocampista.

## Carriera

### Giocatore
Inizia la sua carriera nella Sangiorgina, in Serie D, dove resta solo un anno per poi venire comprato dall'Udinese, dove rimane per tre anni. Nei primi due anni viene messo raramente in campo, accumulando solo 5 presenze e nessun gol; il terzo anno invece gioca 33 partite segnando anche 2 reti. Quell'anno fu acquistato dalla Roma dove passa quattro stagioni e segna 7 gol, per poi essere ceduto, insieme al compagno di squadra Aldo Bet, al Verona dove conclude la sua carriera dopo sette anni.

### Allenatore
Ha allenato per una stagione il Grosseto in Promozione, arrivando secondo in classifica in campionato e conquistando così il salto in Interregionale.

## Palmarès

### Giocatore

#### Competizioni nazionali
- Trofeo Nazionale di Lega Armando Picchi: 1

Roma: 1971

#### Competizioni internazionali
- Coppa Anglo-Italiana: 1

Roma: 1972